# Eau de Seltz
 (juillet 2025).
Si vous êtes l’auteur de ce texte, vous êtes invité à donner votre avis ici. À moins qu’il soit démontré que l’auteur de la page autorise la reproduction et que ce contenu soit compatible avec les principes fondateurs de Wikipédia, cette page sera supprimée ou purgée au bout d’une semaine maximum. En attendant le retrait de cet avertissement, veuillez ne pas réutiliser ce texte.
 (mars 2015).
Si vous disposez d'ouvrages ou d'articles de référence ou si vous connaissez des sites web de qualité traitant du thème abordé ici, merci de compléter l'article en donnant les références utiles à sa vérifiabilité et en les liant à la section « Notes et références ».
Pour les articles homonymes, voir Seltz (homonymie).

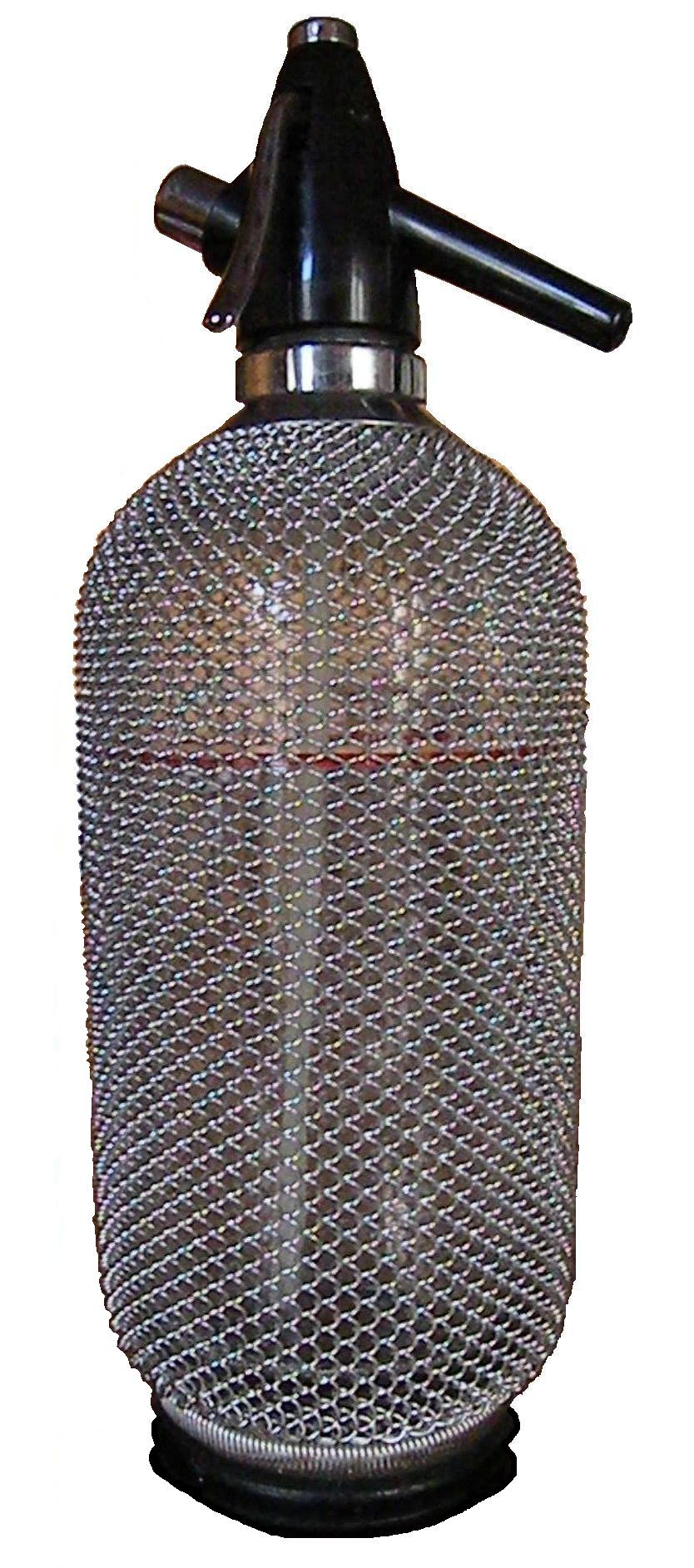
Siphon à eau de Seltz.

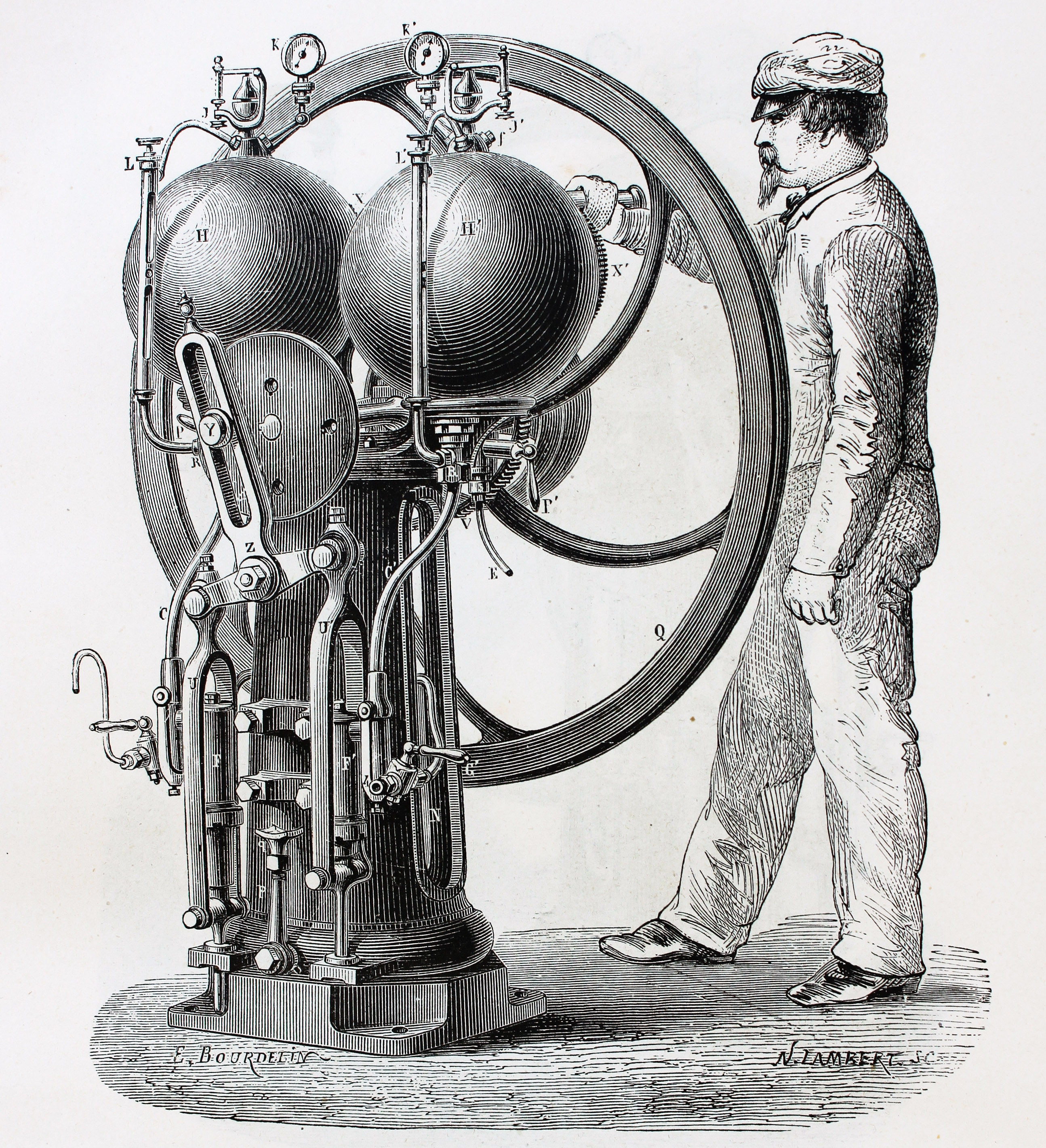
Appareil de fabrication du XIXe siècle.

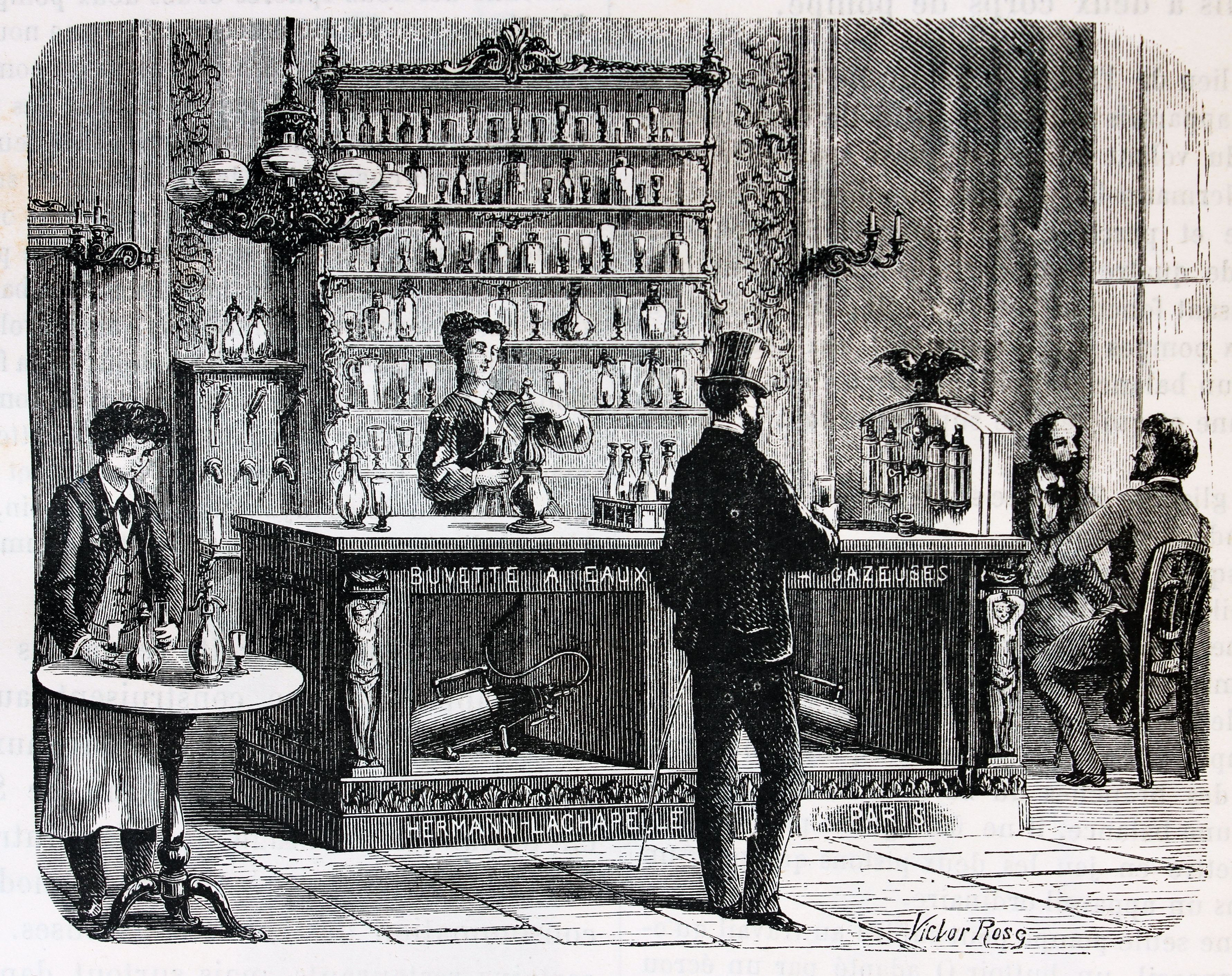
Buvette au XIXe siècle.

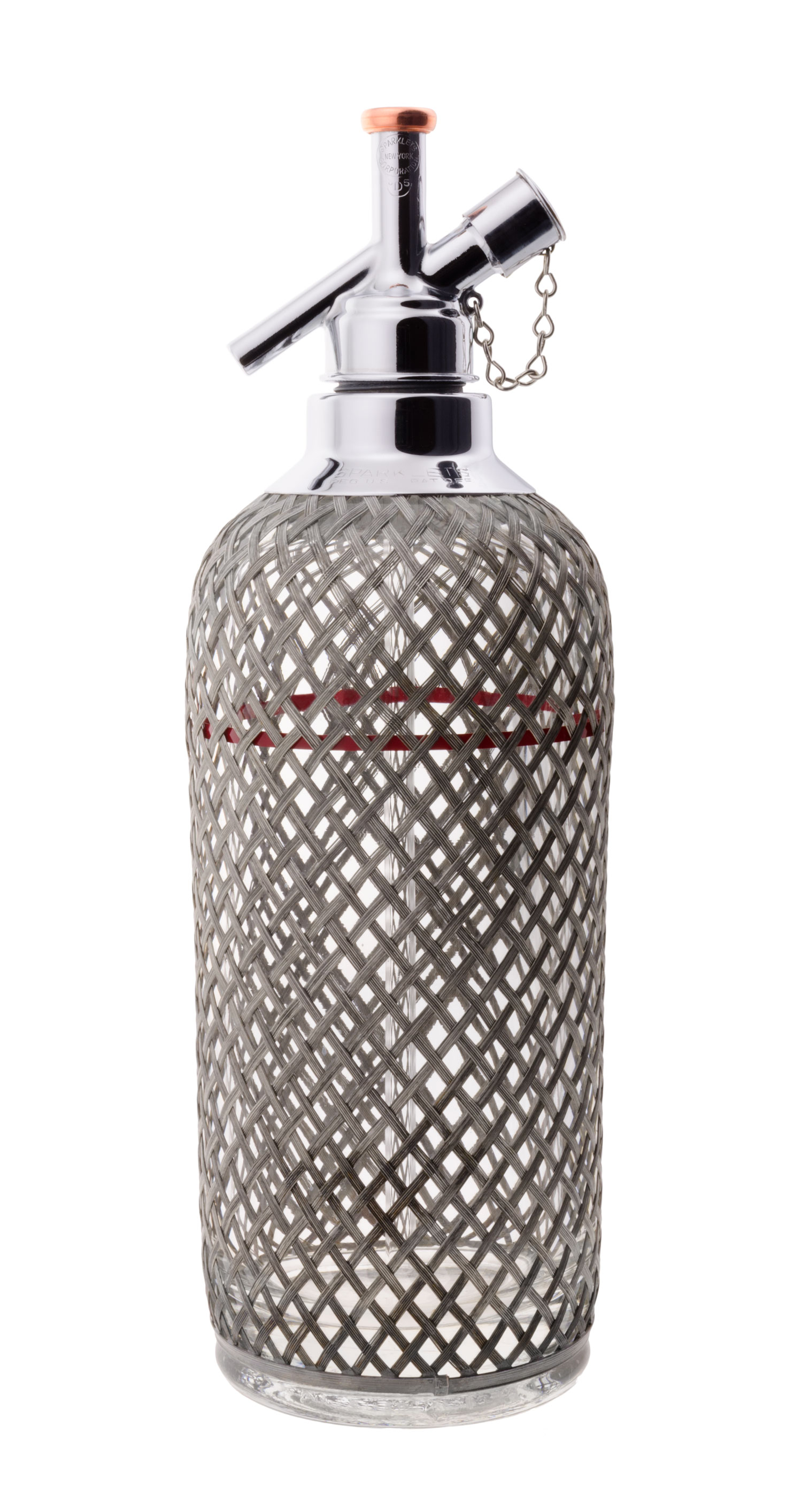
Siphon à eau de Seltz Sparklets New York Soda Siphon, 1930.

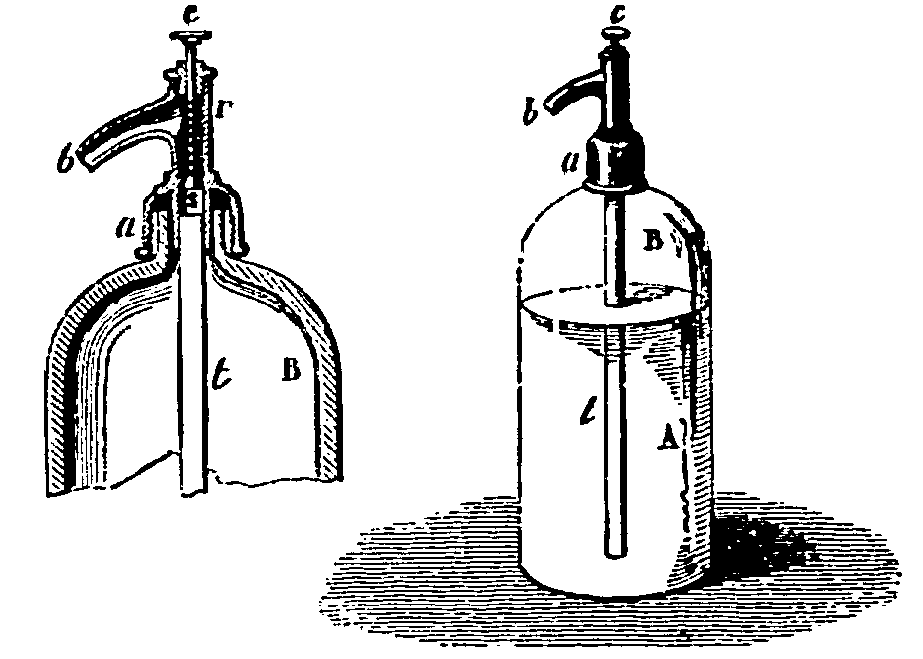
Flacon d’eau de Seltz. Détail (Figure 37) de la page 53 des Leçons élémentaires de chimie (1897), de Bussard et Dubois.

On appelle couramment eau de Seltz une eau gazeuse faite d'eau pure, chargée d'acide carbonique sous forte pression. Elle est conservée dans une bouteille spécifique, appelée « siphon », généralement métallique, munie d'une valve, qui permet de servir l'eau en jet, grâce à la pression intérieure. L'eau de Seltz est une eau semblable aux eaux gazeuses traditionnelles, mais on en fait un usage particulier pour la réalisation de cocktails (le Spritz, par exemple), auxquels on donne « un coup de siphon ».

## Origine
L’eau de Seltz est d'abord une eau minérale naturellement gazeuse (Selterswasser ou Selterser Wasser) provenant des sources de la ville allemande de Niederselters, en Hesse moyenne, dans le Taunus (arrondissement de Limburg-Weilburg). C'est une eau minérale alcalino-muriatique, basique en raison de sa teneur en bicarbonate de soude et riche en sel. Dès le XVIe siècle, cette eau était connue pour ses propriétés thérapeutiques, digestives et diurétiques. 
La consommation s'en répand en Europe dans la deuxième moitié du XVIIIe siècle (eau de Selse, 1771), puis au XIXe siècle avec le développement des théories hygiénistes, particulièrement après l'épidémie de choléra qui a ravagé Paris en 1832. On entreprend, alors, la fabrication d’eau de Seltz artificielle, par adjonction de dioxyde de carbone (CO2, communément appelé « gaz carbonique »).

## Histoire
Extrait de Hermann-Lachapelle & Ch. Glover, Des boissons gazeuses aux points de vue alimentaire, hygiénique et industriel, Librairie scientifique, industrielle et agricole E. Lacroix, Paris, 1867.

### Eaux de Selters
« Situé dans le duché de Nassau, sur les frontières du pays de Trêves, à 5 lieues de Francfort et à 41 kilomètres de Mayence, le village de Seltz, Selters, ou Bas-Selters, s'élève à mi-côte d'une riante vallée où sourdent plusieurs sources qui se réunissent dans une espèce de puits ; ce sont les eaux minérales de Seltz ou de Selters. Découvertes vers 1525, elles servirent de boisson ordinaire aux habitants du pays; puis leur source, comblée pendant la guerre de Trente ans, fut négligée jusque vers le milieu du XVIIIe siècle. Les cures nombreuses qu'elles opéraient attirèrent l'attention des médecins; les malades y accoururent.
Depuis 1803, les sources de Selters appartiennent au duc de Nassau. Elles ne s'ouvrent qu'à midi, et de midi à une heure chacun peut y puiser librement et a le droit d'emporter sa charge d'eau minérale. Heureux le paysan aux robustes épaules qui peut emporter ainsi, non seulement la boisson salutaire qui éteindra la soif de sa famille pendant la journée, mais encore une marchandise précieuse dont la vente est toujours assurée ! De une heure à sept heures, les préposés du duc de Nassau puisent seuls pour leur maître, qui, tous les ans, expédie plus d'un million de bouteilles dans toutes les parties du monde, trouvant ainsi, dans une simple source, la plus nette partie de son revenu.  
Ces eaux sont limpides, transparentes et très pures, malgré le pétillement et le bouillonnement continuel occasionné par le gaz qui s'en dégage et s'élève sans cesse au-dessus de la source. Elles offrent tous les caractères des eaux minérales acidulées ; leur acidité est très agréable mais elles laissent sur la langue une saveur salée et légèrement alcaline due au sel qui s'y trouve mêlé à l'acide carbonique et qui n'existe pas dans l'eau de Seltz factice.
Les vertus précieuses des eaux de Seltz sont aujourd'hui connues de tous les médecins ; elles ont été spécialement célébrées par Hoffmann et Zimmermann, qui avaient pu faire une longue étude de leurs effets et constater les innombrables guérisons qu'elles opéraient sur des maladies rebelles à toutes les autres médications. Rafraîchissante, apéritive et diurétique, on emploie ces eaux principalement pour faciliter les digestions et contre les affections aiguës ou chroniques, contre tous les affaiblissements des organes digestifs.
L'eau de Selters se prend pure ou mêlée au vin ; on la joint aussi au lait d'ânesse ou de chèvre dans les fièvres bilieuses. Mêlée au vin, l'eau de Selters lui donne, avec un goût particulier qui le rend extrêmement agréable, le pétillement du vin de Champagne. Elle empêche l'ivresse, excite la gaieté et maintient l'intelligence vive et nette ».

### Eau de Seltz
« On puise pendant cinq mois seulement aux sources de Selters, et le million de bouteilles qu'elles livrent est loin de suffire aux besoins des malades. Elles perdent, d'ailleurs, en arrivant à l'air libre, une partie de leur principe gazeux et s'altèrent encore un peu par le transport. Leur prix s'élevant toujours, elles ne sont plus abordables que pour les classes privilégiées et ne sauraient entrer dans la consommation du plus grand nombre. Il appartenait à la science et à l'industrie de dérober à la nature le secret de sa fabrication, et d'en faire la boisson hygiénique la plus populaire et la plus salutaire, en éliminant de leur composition tous les éléments qui, avant des propriétés purement médicinales, pouvaient avoir des effets nuisibles dans l'usage journalier ; immense bienfait pour la santé publique ! Il fallait une longue expérience pour arriver à cette simplicité de composition des eaux gazeuses. Pour la préparer artificiellement, on mêla ces sels à l'eau ordinaire.
En 1833, il n'existait encore à Paris qu'un petit nombre d'établissements de boissons gazeuses. Ce petit nombre suffisait alors ; la consommation d'une eau si fortement médicamenteuse, vendue de 1 franc à 1,50 franc la bouteille, étant forcément très restreinte. Elle était restée, pendant toute la Restauration, une boisson de luxe connue seulement de riches convalescents et des hommes de science ; on n'évaluait pas à plus de deux cent mille bouteilles sa consommation annuelle. Sa composition la plus usitée se rapportait, vers 1830, à celle du soda-water anglais. Ses formules étaient : eau pure, acide carbonique, bicarbonate de soude ; ou bien : eau pure, acide carbonique, bicarbonate de potasse. 
On s'était aperçu  que l'eau de Seltz doit surtout ses qualités agréables et hygiéniques à la présence de l'acide carbonique, et que les autres substances qu'on y mêlait peuvent bien lui donner quelques propriétés salutaires dans certaines affections particulières; mais qu'elles sont le plus souvent nuisibles aux estomacs qui ne se trouvent pas dans l'état spécial qui nécessite l'emploi de ces substances.
L'eau simplement acidulée par le gaz acide carbonique, infiniment agréable pour tous, fut reconnue plus favorable, dans la plupart des cas, au malade, surtout comme boisson diététique, que chargée de principes minéraux. On laissa, dès lors, à l'officine privilégiée du pharmacien le soin de remplir la formule, fort compliquée et très chargée de l'eau de Seltz minérale factice, et l'industrie libre s'empara de la fabrication de l'eau rendue acidulée et gazeuse par la seule présence de l'acide carbonique, et à laquelle l'usage a maintenu le nom d'eau de Seltz ». 

### Eau de Seltz et pharmaciens
« La pharmacie ne vit pas sans colère un progrès qu'elle considérait comme une atteinte portée à son privilège, et, assimilant l'eau gazeuse aux autres eaux minérales factices, elle voulut la faire rentrer dans le domaine des substances purement médicinales. Un procès fut intenté par ses représentants à M. Fèvre, comme fabricant d'eau de Seltz et comme débitant de bicarbonate de soude et d'acide tartrique, dont il avait eu l'intelligente idée de former des petits paquets contenant la dose d'une bouteille et vendus cinq centimes.
Le tribunal de première instance déclara les pharmaciens mal fondés dans leur demande, et les condamna aux dépens. La loi ni le tribunal ne pouvaient, en effet, considérer comme une substance purement médicinale et pharmaceutique, une boisson qui entre dans la consommation générale, qu'on prend au café, au restaurant, chez le marchand de vins, à l'heure de ses repas, et pour laquelle, si elle était considérée comme produit pharmaceutique, il faudrait avoir constamment une ordonnance de médecin dans sa poche pour le pharmacien. Pour l'eau de Seltz, la question ne peut être douteuse ; sa composition si simple est connue de tous, et ses effets salutaires, jamais dangereux, le sont encore davantage. Elle est conseillée, il est vrai, comme boisson hygiénique et médicinale à tous les estomacs débiles ; mais il en est de même du médoc, qui ne peut être considéré comme produit pharmaceutique que par quelques spirituels gradués qui rendent volontiers la vigne tributaire de leur officine.
En 1839, M. Payen pouvait écrire : « Les appareils à eau gazeuse ont contribué à répandre dans notre population l'usage d'une boisson salubre et économique qui peut s'allier utilement au vin, en modérer les  effets sans en altérer la saveur. Bientôt cette heureuse habitude, devenue de plus en plus à la portée des classes pauvres, repoussera graduellement l'usage immodéré des boissons enivrantes, et les épouvantables suites de la démoralisation que de tels excès produisent » ».

### Le siphon
« L'invention des siphons révolutionna l'industrie. Les inconvénients qu'offrait le débouchage des bouteilles, inondant presque toujours la table et les environs, et ne fournissant qu'un ou deux verres d'eau réellement gazeuse, empêchaient beaucoup de gens d'en faire usage. Le vase siphoïde, fournissant toujours une eau également saturée, quelque temps qu'on mît à le vider, n'amenant jamais aucun désagrément, pouvant se passer de main en main, fut immédiatement adopté par les consommateurs. Les fabriques d'eau de Seltz, obligées alors de posséder un matériel d'exploitation considérable, durent redoubler d'efforts pour faire travailler ce capital ; les cafés et les restaurants qui, au contraire, n'eurent qu'à recevoir ces siphons en dépôt, et à prélever un bénéfice relativement énorme sur l'eau qu'ils contenaient, prirent l'habitude de l'offrir aux consommateurs. 
La vente des poudres gazogènes devenue libre, chaque épicier se fit le dépositaire des paquets Fèvre, et la facilité qu'on trouva à préparer ainsi une eau gazeuse à bon marché fit inventer les appareils de ménage, qui figurèrent bientôt avec honneur sur toutes les tables bourgeoises.
M. Payen pouvait écrire en 1851 : « La préparation des eaux gazeuses constitue une industrie de quelque importance, depuis que l'usage s'est répandu dans les populations ouvrières, circonstance heureuse et dont on doit s'applaudir, puisqu'elle introduit l'habitude d'étendre le vin avec de l'eau dite de Seltz, qui diminue ou annule les propriétés enivrantes, tout en donnant à la boisson une saveur piquante due à l'acide carbonique, tandis que l'eau simple rendait jusqu'alors le mélange trop fade pour être du goût des mêmes consommateurs. Il en est résulté qu'un assez grand nombre d'ouvriers font maintenant usage d'eau de Seltz, au lieu de consommer du  vin pur exclusivement, et que, par suite, les faits déplorables de l'ivresse et ses funestes conséquences, ont pu diminuer dans les lieux où ces nouvelles habitudes se sont introduites » ».

## Eau de Seltz contre les incendies

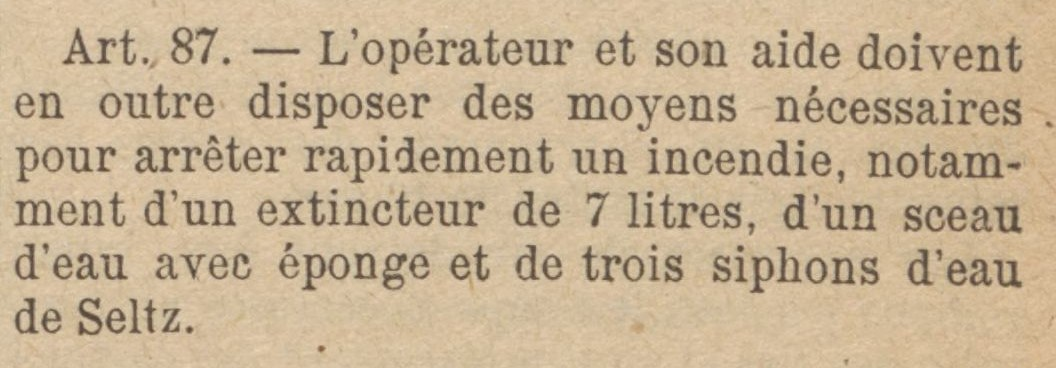
Extrait de la réglementation des cinémas forains en région parisienne, 1929.

Dans l'ordonnance de police du 8 juillet 1929 concernant les fêtes foraines en région parisienne, est précisé dans les Dispositions spéciales aux cinématographes :
« Art. 87. — L'opérateur et son aide doivent en outre disposer des moyens nécessaires pour arrêter rapidement un incendie, notamment d'un extincteur de 7 litres, d'un seau d'eau avec éponge et de trois siphons d'eau de Seltz. »

## Citation
- L'eau de Seltz est notamment citée dans la chanson de Serge Gainsbourg intitulée Initials B.B..

« Une nuit que j'étais à me morfondre
  
Dans quelque pub anglais du cœur de Londres
 
Parcourant L'Amour monstre de  Pauwels
 
Me vint une vision dans l'eau de Seltz »

— Serge Gainsbourg, Initials B.B.
- L'eau de Seltz est également évoquée dans le film Deadpool. Al, la vieille aveugle chez qui Deadpool trouve refuge, lui conseille un mélange d'eau de Seltz et de citron pour nettoyer le sang sur les vêtements.

- On consomme en outre de l'eau de Seltz à un moment dans Ils étaient dix (Dix Petits Nègres), d'Agatha Christie.

« [...] ils débouchèrent une bouteille et retirèrent un siphon d'eau de Seltz d'une caisse non encore déclouée. »

— Agatha Christie
- Sir Arthur Conan Doyle la mentionne dans Un scandale en Bohême, la première nouvelle de Sherlock Holmes:

« [...] Presque sans un mot, mais avec un regard bienveillant il (Sherlock Holmes) m'installa sur un fauteuil, me jeta sa boîte à cigares, et me désigna la cave à spiritueux et une bouteille d'eau de Seltz dans un coin. »

— Sir Arthur Conan Doyle
- Le plaisir de l'eau de Seltz est aussi évoqué dans Au Bonheur des Dames d'Émile Zola.

« [...] si ça continuait, il ne gagnerait pas de quoi payer de l’eau de Seltz à ses invités. »

— Émile Zola
- L'eau de Seltz sert de premier secours dans le livre Le Bruit et la Fureur de William Faulkner, dans la première partie. Disley, qui surveille Benjy, demande à Luster :

« Donne-moi de l’eau de Seltz » [...]. Elle m’a aspergé la main avec de l’eau de Seltz »

— William Faulkner
afin de soigner Benjy, qui venait de mettre sa main dans le feu qui était devant lui.
- L'eau de Seltz est évoquée à plusieurs reprises dans Madame Bovary de Gustave Flaubert :

« Sa maison, du haut en bas, est placardée d’inscriptions écrites en anglaise, en ronde, en moulée : « Eaux de Vichy, de Seltz et de Barèges, robs dépuratifs, médecine Raspail, racahout des Arabes, pastilles Darcet, pâte Regnault, bandages ; bains, chocolats de santé, etc. » Et l’enseigne, qui tient toute la largeur de la boutique, porte en lettres d’or : Homais, pharmacien. » 
« Les oreilles du pharmacien lui tintèrent à croire qu'il allait tomber d'un coup de sang ; il entrevit des culs-de-basse-fosse, sa famille en pleurs, la pharmacie vendue, tous les bocaux disséminés ; et il fut obligé d'entrer dans un café prendre un verre de rhum avec de l'eau de Seltz, pour se remettre les esprits. »
« – Il faut, disait-il en promenant autour de lui et jusqu’aux extrémités du paysage un regard satisfait, tenir ainsi la bouteille d’aplomb sur la table, et, après que les ficelles sont coupées, pousser le liège à petits coups, doucement, doucement, comme on fait, d’ailleurs, à l’eau de Seltz, dans les restaurants. »
« Alors, par lâcheté, par bêtise, par cet inqualifiable sentiment qui nous entraîne aux actions les plus antipathiques, il se laissa conduire chez Bridoux ; et ils le trouvèrent dans sa petite cour, surveillant trois garçons qui haletaient à tourner la grande roue d’une machine pour faire de l’eau de Seltz… »

- Gustave Flaubert